# MCH
MCH (z ang. mean corpuscular hemoglobin, mean cell hemoglobin), SWH – wskaźnik średniej masy hemoglobiny w krwince czerwonej. Norma wynosi 27-31 pg. MCH oblicza się dzieląc masę hemoglobiny w danej objętości krwi przez liczbę krwinek (MCH=Hgb/RBC). Wartości większe są charakterystyczne dla sferocytozy wrodzonej. Mniejsze sugerują niedokrwistość z niedoboru żelaza, talasemię, zaburzenia utylizacji żelaza.